# Arden on the Severn
Arden on the Severn est une census-designated place située dans le comté d'Anne Arundel, dans l’État du Maryland, aux États-Unis. Lors du recensement de 2020, elle comptait 1 881 habitants.